# رساله‌ای در باب اصول معرفت بشری

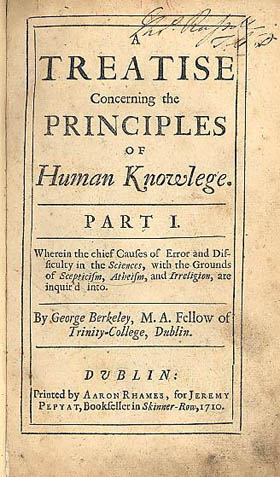
چاپ اول کتاب

رساله‌ای در مورد اصول دانش بشری (به انگلیسی: A Treatise Concerning the Principles of Human Knowledge)، که معمولاً اصول دانش بشری نامیده می‌شود، اثری است که در سال ۱۷۱۰ به زبان انگلیسی توسط فیلسوف تجربه‌گرای ایرلندی جورج بارکلی نوشته شده است. این کتاب تا حد زیادی به دنبال رد ادعاهای مطرح‌شده توسط جان لاک (فیلسوف معاصر بارکلی) در مورد ماهیت ادراک انسان است. درحالی‌که مانند همه فیلسوفان تجربه‌گرا، هم لاک و هم برکلی موافق بودند که ما بدون توجه به وجود اشیاء مادی، تجربیاتی داریم، بارکلی به‌دنبال اثبات این بود که جهان خارج (جهانی که باعث ایجاد ایده‌هایی در ذهن فرد می‌شود) نیز تشکیل شده است. بارکلی این کار را با پیشنهاد این که «ایده‌ها فقط می‌توانند شبیه ایده‌ها باشند» انجام داد - ایده‌های ذهنی که ما در اختیار داریم فقط می‌توانند شبیه ایده‌های دیگر (نه اشیاء مادی) باشند و بنابراین دنیای بیرونی نه از شکل فیزیکی، بلکه بیش‌تر از ایده‌ها تشکیل شده است. این جهان توسط نیروی دیگری منطق و نظم داده شده است (یا حداقل به آن نظم داده شده است، که برکلی نتیجه می‌گیرد که خداست.

## بیش‌تر بخوانید
- لوز, آرتور (1968). غیرماتریالیسم برکلی. شرحی بر «رساله‌ای در باب اصول معرفت بشری» او. نیویورک: راسل اند راسل(Repr. of 1945 ed.){{cite book}}:  نگهداری CS1: پست اسکریپت (link)
- انگل, گیل; تیلور, گابریل, eds. (1968). اصول دانش انسانی برکلی: مطالعات انتقادی. بلمونت، کالیفورنیا: ودزوورث.
- توربین, کالین موری, ed. (1970). برکلی: اصول دانش انسانی، متن و مقالات انتقادی. ایندیاناپولیس: بابز-مریل.